# Réacteur S5W

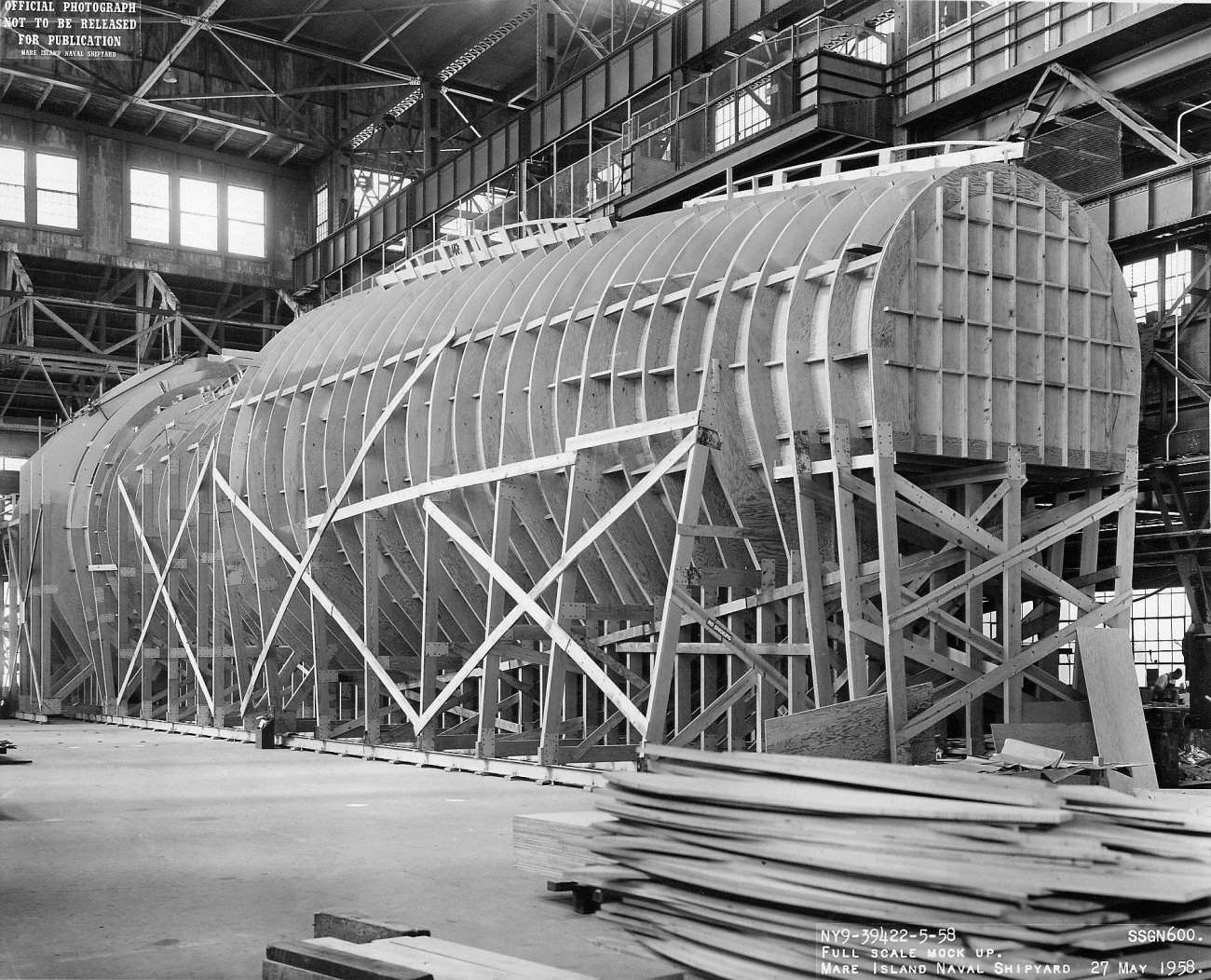
Vue extérieure de la réplique (échelle 1:1) du compartiment réacteur de l'USS Theodore Roosevelet (SSBN-600).

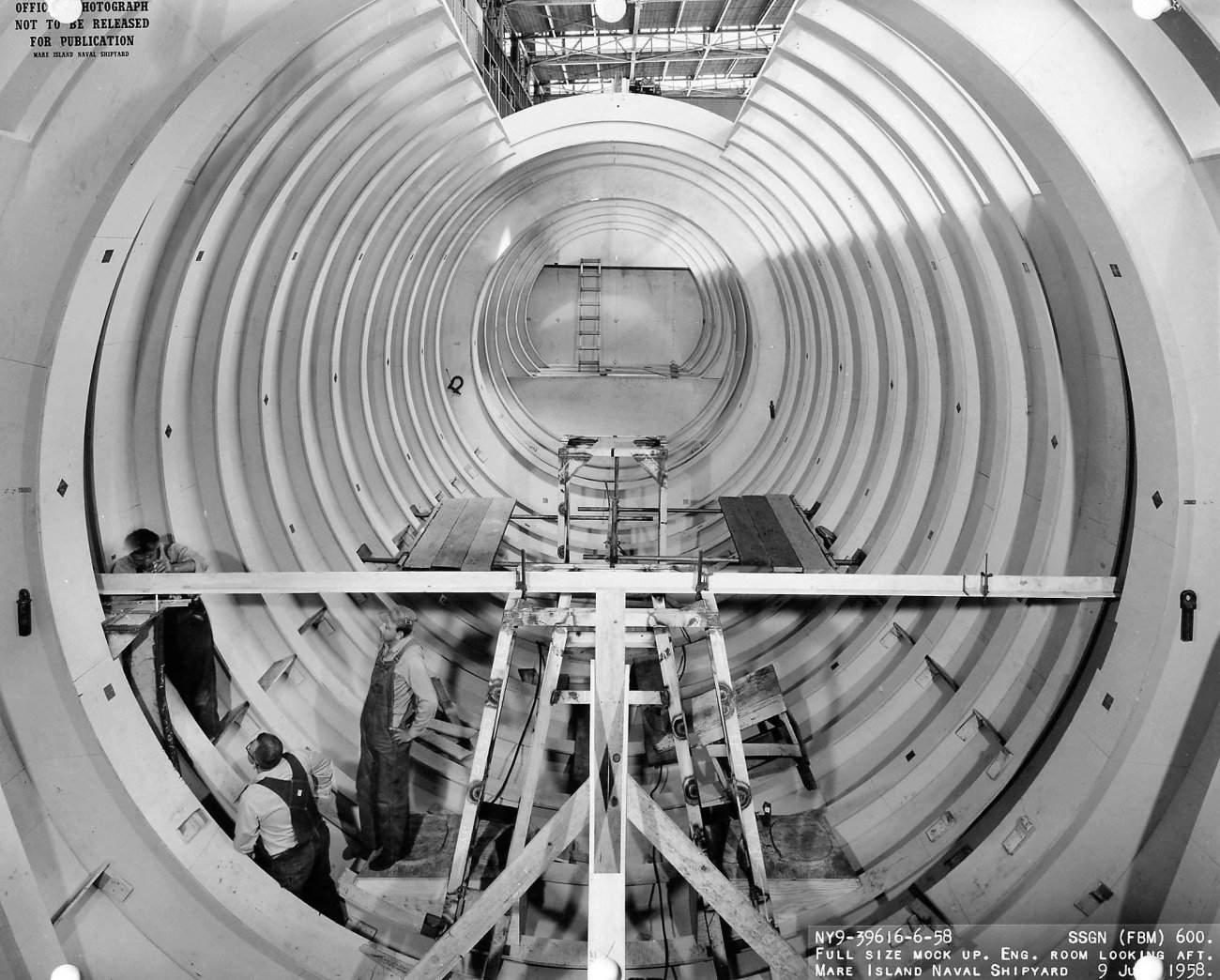
Vue intérieure de cette même réplique.

Le S5W Reactor est un réacteur nucléaire conçu par Westinghouse Electric et utilisé par l’United States Navy pour fournir de l’électricité ainsi que la propulsion sur les sous-marins des classes Skypjack, George Washington, Ethan Allen, Thresher/Permit, Lafayette, James Madison, Benjamin Franklin et Sturgeon ainsi que sur deux autres bâtiments, les USS Parche (SSN-683) et USS Glenard P. Lipscomb (SSN-685), soit un total de 100 unités de combat, ce qui en fait le réacteur le plus utilisé par l'US Navy.
L’acronyme S5W signifie :
- S = sous-marin (Submarine)
- 5 = numéro de la génération pour le fabricant
- W = Westinghouse Electric pour le nom du fabricant

Sa grande longévité et la sécurité qui lui sont propres font de ce réacteur, dès le début des années 1960, juste après avoir été utilisé sur le USS Skipjack, le réacteur standard de l'US Navy pour tous ses sous-marins, qu'il s'agisse de sous-marin nucléaires d'attaque ou de sous-marin nucléaires lanceurs d'engins. Dans le milieu des années 1970, avec l'arrivée des unités de la classe Los Angeles, ils furent toutefois remplacés sur les nouveaux sous-marins par des réacteurs S6G.
Un sous-marin de la Royal Navy, le HMS Dreadnought (S101), lancé en 1960, est également propulsé par un réacteur nucléaire S5W à la suite d'accords entre les deux marines.
Ce type de réacteur développe une puissance de 15 000 SHP, soit environ 11,2 MW.
Les premiers cœurs de ce type de réacteur avaient une durée de vie d'environ 5 500 heures à pleine puissance, contre 10 000 pour ceux qui suivirent. Le compartiment réacteur pesait un total de 650 tonnes.